# Wahlen in den Vereinigten Staaten 2018
Die Wahlen in den Vereinigten Staaten 2018 fanden am 6. November 2018 statt. Es waren die Halbzeitwahlen (englisch midterm elections) während der Amtszeit von US-Präsident Donald Trump. Sie lagen genau in der Mitte zwischen der Präsidentschaftswahl 2016 und der Präsidentschaftswahl 2020.
Gewählt wurden:
- alle Abgeordneten im Repräsentantenhaus, siehe Wahl zum Repräsentantenhaus der Vereinigten Staaten 2018,
- etwa ein Drittel der Senatoren im Senat, siehe Wahl zum Senat der Vereinigten Staaten 2018,
- die Gouverneure in 36 Staaten und 3 Territorien, siehe Gouverneurswahlen in den Vereinigten Staaten 2018.

Außerdem fanden am selben Tag einige außerordentliche Nachwahlen und auf Bundesstaatsebene Wahlen für viele Mandate der State Legislatures (in 46 Staaten über 6000 Mandate) und Regierungsämter (wie Attorney General und Secretary of State) statt. Zudem gab es Referenden zu Sachthemen auf Bundesstaats- und Wahlen auf Lokalebene.

## Hintergrund
Vor dem Hintergrund verschiedener Amokläufe an Schulen und anderer Schusswaffengewalt wie dem Schulmassaker von Parkland und den darauffolgenden breiten Protesten gegen den politischen Einfluss der US-amerikanischen Waffenlobby, allen voraus der National Rifle Association (NRA), nach dem 2016 von Trump verkündeten Ausstieg der USA aus dem Pariser Weltklimaabkommen von 2015 sowie der aktuellen Klimawandelleugnung und nach den breiten Protesten gegen Donald Trump liefen diverse Mobilisierungskampagnen vor allem im Hinblick auf junge und Erstwähler, weibliche und Wähler aus ethnischen Minderheiten, auch zu der für die Wahlen notwendigen Registrierung.

## Ergebnis
2018 gaben über 38,1 Millionen Wahlberechtigte (etwa 1/3 der Wähler und etwa 1/7 der Wahlberechtigten) ihre Stimme bereits vor dem eigentlichen Wahltag ab durch Briefwahl oder persönliche Stimmabgabe (Halbzeitwahlen 2014: 27,2 Millionen Menschen). In Texas, Nevada und Arizona lag die Zahl der Frühwähler 2018 sogar höher als die Zahl der Wähler 2014 insgesamt. Dieser Anstieg gilt als Anzeichen dafür, dass die Wahl auf beiden Seiten des politischen Spektrums sehr ernst genommen wurde. Der Wahlforscher Michael McDonald rechnete am Wahltag damit, dass 2018 insgesamt 105,5 Millionen Menschen zur Wahl gehen würden (45 Prozent der Wahlberechtigten), nachdem 2014 knapp 82 Millionen und im Präsidentschaftsjahr 2016 137 Millionen wählten. Für eine Halbzeitwahl war dies die höchste Wahlbeteiligung seit Jahrzehnten.
Die Demokraten erhielten 235 Sitze im Repräsentantenhaus, ein Zugewinn von 40 Sitzen, und eroberten damit nach acht Jahren die Mehrheit in dieser unteren Kammer des US-Kongresses wieder. Insgesamt entfielen 53,1 Prozent der Stimmen auf demokratische Kandidaten, was einem Vorsprung von über 8,6 Millionen Stimmen gegenüber den Republikanern entsprach, die 200 Sitze gewannen. Diese verteidigten allerdings ihre Mehrheit im US-Senat und erhielten zwei Sitze hinzu. Diese Divergenz erklärten Wahlanalysten unter anderem damit, dass die Demokraten eine Rekordbeteiligung ihrer Anhänger in den urbanen und suburbanen Zentren des Landes erreichten, während die Republikaner in den ländlichen Gebieten Rekordzahlen erreichten. Beobachter deuteten dies als eine wachsende Spaltung des Landes. Allerdings stand nur ein Drittel der Senatssitze zur Wahl, und von diesen waren die meisten nicht in republikanischer Hand, so dass die Demokraten vor allem ihre eigenen Sitze verteidigen mussten, während die wenigen Republikaner, die zur Wiederwahl standen, aus Staaten mit einer sehr stabilen Mehrheit für die GOP kamen.
Die meisten der von den Republikanern zu den Demokraten übergegangenen Wahlbezirke im Repräsentantenhaus befinden sich in den wohlhabenden Vororten (surburbs) von Großstädten. Da die Demokraten vor allem bei Frauen und höher Gebildeten Zugewinne machten, sprach der Wahlanalyst Dave Wasserman (Cook Political Report) von der „Whole-Foods-Wahl“, da 70 Prozent aller Kongresswahlbezirke, die von den Republikanern zu den Demokraten wechselten, einen in diesen Bevölkerungsgruppen besonders beliebten Whole Foods Market enthielten.
Bei den Gouverneurswahlen gewannen Kandidaten der Demokraten von einer schwachen Ausgangsposition, da die üblicherweise im vierjährlichen Rhythmus gewählten Gouverneursposten seit der republikanischen wave election 2010 ganz überwiegend in ihrer Hand waren, in sieben Staaten, die zuvor von Republikanern regiert worden waren, verfehlten aber den Sieg in den beiden wichtigen Staaten Ohio und Florida. In den State Legislatures machten die Demokraten ihre größten Gewinne. In sechs Kammern, in denen sie bisher in der Minderheit gewesen waren, gewannen sie Mehrheiten; in weiteren bauten sie ihre Position aus. Die Republikaner hatten in der Präsidentschaft Barack Obamas ihre Mehrheiten in den Bundesstaatsparlamenten stark ausgebaut und 2016 in etwa zwei Drittel von ihnen die Mehrheit erreicht, während die Demokraten insgesamt etwa 900 Sitze verloren hatten. Die Republikaner hatten ihre Mehrheiten unter anderem für Gerrymandering und die restriktive Zulassung von Wahlberechtigten zu Wahlen genutzt und so ihre Mehrheiten auch auf Bundesebene gesichert.
Schätzungen kurz nach der Wahl gingen von insgesamt über 113 Millionen Wählern aus, was einer Wahlbeteiligung von 48,1 Prozent entspricht, die höchste seit dem historischen Höchststand bei einer Halbzeitwahl 1966 (48,7 Prozent). Bei der Halbzeitwahl 2014 hatte die Wahlbeteiligung mit 36,7 Prozent den Tiefstand seit dem Zweiten Weltkrieg erreicht. Der Anteil der Jungwähler unter 30 Jahren mit 13 Prozent der Gesamtwählerschaft war der höchste bei einer Halbzeitwahl seit 1990 (1994: 12,2 Prozent, 2014: 10 Prozent, Präsidentschaftsjahr 2016: 15,7 Prozent); von allen wahlberechtigten 18- bis 29-Jährigen stimmten 31 Prozent ab. Laut einer Schätzung der Harvard Kennedy School hätten die Demokraten ohne die starke Beteiligung Junger die Senatswahl in Nevada nicht gewonnen und wären bei der Senatswahl in Texas einem Sieg nicht so nahegekommen; außerdem seien die Wahlen in den Kongresswahlbezirken Texas-32 und Georgia-6 durch die hohe Jungwählerbeteiligung an die Demokraten gefallen. Laut Wahltagsbefragungen stimmten diese Jungwähler bei der Repräsentantenhauswahl mit 67 zu 32 Prozent mehrheitlich für die Demokraten.
Gemäß Wahltagsbefragungen stimmten 59 Prozent der wählenden Frauen für die Demokraten und 40 Prozent für die Republikaner, die Demokraten hatten also einen Vorsprung von 19 Prozent, während die Republikaner die Männer mit 4 Prozent Vorsprung gewannen. Der Unterschied zwischen den Geschlechtern betrug 23 Prozent und war damit der größte bei allgemeinen Wahlen in den Vereinigten Staaten überhaupt, aber nur geringfügig größer als bei den Wahlen 2016 (22 Prozent), da damals die Republikaner noch deutlicher bei den Männern gewonnen hatten (16 Prozent Vorsprung). Weiße gewannen die Republikaner demnach bundesweit mit 10 Prozent Vorsprung, während die Demokraten Hispanics mit 40 Prozentpunkten Vorsprung und damit größerem Abstand als üblich sowie Collegeabsolventen mit 20 Prozent Vorsprung gewannen. Daraus schlossen Analysten bei NBC News, dass Ohio zu einem verlässlich republikanischen und Colorado zu einem verlässlich demokratischen Staat werden könne und damit beide 2020 ihren Status als Swing State verlieren könnten. Überraschenderweise schnitten die Demokraten auch in den Staaten des Mittleren Westens wie Pennsylvania, Michigan, Wisconsin und Iowa gut ab, wo sie insgesamt 9 Sitze hinzugewinnen konnten, was für Nate Silver von FiveThirtyEight als Zeichen dafür gewertet wird, dass die Niederlage der Demokraten in diesen Staaten bei der Präsidentschaftswahl 2016 die Ausnahme bleiben wird. Deutlich mehr Latinos als bei Halbzeitwahlen üblich gaben ihre Stimmen ab und votierten in Nevada, Arizona und Texas zu etwa zwei Dritteln für die Senatskandidaten der Demokraten, während sie allein in Florida stärker zu den Republikanern tendierten. Dieser Bevölkerungsgruppe wird daher, sollten die bisherigen Trends anhalten, die mit Präsident Trumps Rhetorik gegen Einwanderer in Verbindung gebracht werden, für zukünftige Wahlen eine entscheidende Bedeutung zugetraut.
Das Ergebnis für Kandidaten höchster Positionen in den Bundesstaaten (wie Gouverneursämter), die nicht einer der beiden großen Parteien angehörten, war mit 2,8 Prozent der Stimmen das geringste seit 1982 (1,8 Prozent); den höchsten Anteil hatten Kandidaten von Kleinparteien und Unabhängige 2010 mit 5,4 Prozent erhalten. Die Demokraten gewannen vier Attorneys General in Bundesstaaten hinzu und hatten nach der Wahl in 27 Staaten diese wichtige Rechtsdurchsetzungsinstitution inne, die auch zur Kontrolle der Bundesregierung unter Trump dient.

## Einordnung
Auch wenn die Demokraten an einigen entscheidenden Stellen Gewinne erzielen konnten, herrschte unter ihren Anhängern zunächst Enttäuschung vor, da es am Wahlabend so aussah, als hätten die Demokraten nur eine knappe Mehrheit im Repräsentantenhaus erlangt. Viele hatten auf eine deutliche Zurückweisung der Politik von Präsident Trump und des Trumpismus gehofft, die nicht eingetreten zu sein schien. Stattdessen wurde der Trend der Präsidentschaftswahl 2016 verstärkt, dass die Hochburgen der Parteien noch stärker in die jeweils polare Richtung tendieren; die Demokraten gewannen etwa im Repräsentantenhaus keinen Kongresswahlbezirk, bei dem Trump 2016 mehr als 55 Prozent der Stimmen erhalten hatte. Deshalb sprachen viele politische Beobachter zunächst nicht von einer wave election für die Demokraten, sondern von einem bloßen realignment, also einer Verfestigung der politischen Ausrichtungsmuster. Die Wahlanalystin Amy Walter vom Cook Political Report wies zudem darauf hin, dass die Demokraten gegenüber dem medienerfahrenen Präsidenten zunächst die Deutungshoheit über das Ergebnis verloren hätten, indem er in einer Pressekonferenz am Folgetag seinen Sieg erklärte und zu anderen Themen überging, denen die Medien folgten. Zudem habe sich bei der Wahl kein Gegenspieler zu Trump profiliert, der sich als Kandidat für die Präsidentschaftswahl 2020 aufdränge, da die Gouverneurskandidaten Stacey Abrams und Andrew Gillum und der Senatskandidat Beto O’Rourke – die alle große Aufmerksamkeit auf sich gezogen hatten – bei ihren Wahlen sämtlich knapp unterlagen. Insgesamt sei daher unklar, ob die Demokraten 2020 eher auf einen klar progressiven oder eher auf einen gemäßigten Kandidaten setzen sollten.
Während der fortlaufenden Auszählung in den Folgetagen zeigte sich aber, dass die Demokraten eine erheblich bessere Position erlangt hatten, als es am Wahlabend zunächst zu erkennen gewesen war, insbesondere da einige ihrer schlechtesten Ergebnisse (Kentucky, Indiana, Florida) zu Beginn gemeldet worden waren, während sich wichtige Erfolge erst in den folgenden Tagen manifestierten. Sie eroberten weitere Kongressmandate, so dass sie mit insgesamt 40 Sitzen mehr dazugewannen als bei jeder Kongresswahl seit der Watergate-Affäre 1974. Während es den Demokraten gelang, 43 Bezirke zu erobern, die vorher republikanisch gewählt hatten, konnten die Republikaner nur 3 vormals demokratische Sitze gewinnen. Zudem setzte sich Kyrsten Sinema im Laufe der Auszählung bei der Senatswahl überraschend im bisher weitgehend konservativen Arizona durch, was die erwarteten Verluste der Demokraten im Senat auf zwei Mandate begrenzte und ihre Aussicht sowohl für die Senatswahl 2020 als auch für ihre Strategie, im zunehmend prosperierenden und demographisch sich verändernden Sun Belt wettbewerbsfähig zu werden, verbesserte. Auch in einigen Staaten des Mittleren Westens und des Rust Belts siegten die Demokraten bei den Senats- und Gouverneurswahlen, insbesondere in Pennsylvania, Wisconsin und Michigan, sodass sich die Aussichten der Demokraten bei diesen Staaten, die 2016 noch mehrheitlich für den Republikaner Trump gestimmt hatten, bis dahin aber als Teil der demokratischen Blue Wall bezeichnet worden waren, für die Präsidentschaftswahl 2020 verbesserten. Insbesondere die gebildete Mittelschicht, die in den Vororten wohnt und traditionell eher den Republikanern zuneigt, schwenkte Wahlanalysen zufolge vielfach zu den Demokraten. Hatte zudem bereits 2016 eine Mehrheit der Wählerinnen gegen Trump gestimmt, so verschob sich dieses Verhältnis nun noch weiter zugunsten der Demokraten. Zugewinne erzielten die Republikaner lediglich in ihrer Kernwählerschaft der weniger gebildeten Bürger in ländlich geprägten Gebieten.
Daher hielten viele Beobachter die Wahl eine Woche später für einen deutlichen Sieg der Opposition und eine wave election, zumal die Demokraten bei der Repräsentantenhauswahl an Gesamtstimmen mehr als 7 Prozentpunkte vor den Republikanern lagen, was ein größerer Abstand war als bei den beiden republikanischen wave elections von 2010 und 2014, und das bei deutlich höherer Wahlbeteiligung. Dass die Oppositionspartei bei Halbzeitwahlen Sitze im Repräsentantenhaus gewinnt, die Regierungspartei aber im Senat, war zuvor schon bei den Wahlen 1962, 1970 und 1982 eingetreten, was auch damit erklärt wird, dass die Republikaner im Repräsentantenhaus sämtliche Sitze zu verteidigen hatten, während die Demokraten im Senat selbst 26 Sitze gegenüber den 9 der Republikaner verteidigen mussten, also 74 Prozent der zur Wahl stehenden Senatssitze, die meisten seit der Halbzeitwahl 1914. Zudem hatte Präsident Trump zehn der Staaten, in denen demokratische Senatssitze zur Wahl standen, 2016 gewonnen, davon fünf mit mindestens 18 Prozentpunkten Abstand. Die Wahrscheinlichkeit, dass die Demokraten unter diesen widrigen Bedingungen die Senatsmehrheit erobern können würden, war daher von vornherein als sehr gering eingeschätzt worden. Die Statistikwebsite FiveThirtyEight errechnete, dass das bisherige Wahlverhalten bei den kompetitiven Sitzen im Repräsentantenhaus einen Vorsprung der Republikaner von etwa 8 Prozent ergeben hatte, was durch den 8,6-Prozent-Stimmenvorsprung der Demokraten ausgeglichen werden konnte, während die kompetitiven Senatssitze im Schnitte 16 Prozent stärker zu den Republikanern neigten. Daher sei es sehr bemerkenswert, dass die Verluste der Demokraten im Senat so gering ausgefallen seien. Vor diesem Hintergrund sprach der Wahlforscher Harry Enten auf CNN davon, bei den Wahlen habe sich nicht nur eine blaue Welle, sondern geradezu ein blauer Tsunami manifestiert, bei dem die Demokraten trotz großer struktureller Nachteile einen bedeutenden Sieg errungen hätten.